# Центральне (Обухівський район)
Центра́льне — село в Україні, в Обухівському районі Київської області. Населення становить 1580 осіб.
У селі розташована Миронівська селекційна станція.

## Постаті
Уродженцями села є
- Михайлов Віталій Анатолійович (1982—2014) — солдат Збройних сил України, учасник російсько-української війни.
- Черненко Максим Зеновійович (1984—2015) — старший солдат Збройних сил України, учасник російсько-української війни.